# Saint-Léger-du-Gennetey
Saint-Léger-du-Gennetey ist eine französische Gemeinde mit 170 Einwohnern (Stand: 1. Januar 2022) im Département Eure in der Region Normandie; sie gehört zum Arrondissement Bernay und zum Kanton Grand Bourgtheroulde. Die Einwohner werden Léogardiens genannt.

## Geographie
Saint-Léger-du-Gennetey liegt etwa 30 Kilometer nordnordöstlich von Bernay. Umgeben wird Saint-Léger-du-Gennetey von den Nachbargemeinden Thénouville im Norden und Nordosten, Voiscreville im Osten, Boissey-le-Châtel im Südosten, Bonneville-Aptot im Süden sowie Écaquelon im Westen.

## Bevölkerungsentwicklung
| Jahr                      | 1962 | 1968 | 1975 | 1982 | 1990 | 1999 | 2006 | 2013 |
| Einwohner                 | 94   | 96   | 82   | 88   | 89   | 106  | 148  | 185  |
| Quelle: Cassini und INSEE |      |      |      |      |      |      |      |      |

## Sehenswürdigkeiten
- Kirche Saint-Léger aus dem 13. Jahrhundert, Umbauten aus dem 18. Jahrhundert
- Herrenhaus von Maubuisson aus dem 16. Jahrhundert
- Herrenhaus von Saint-Nicolas aus dem 17. Jahrhundert

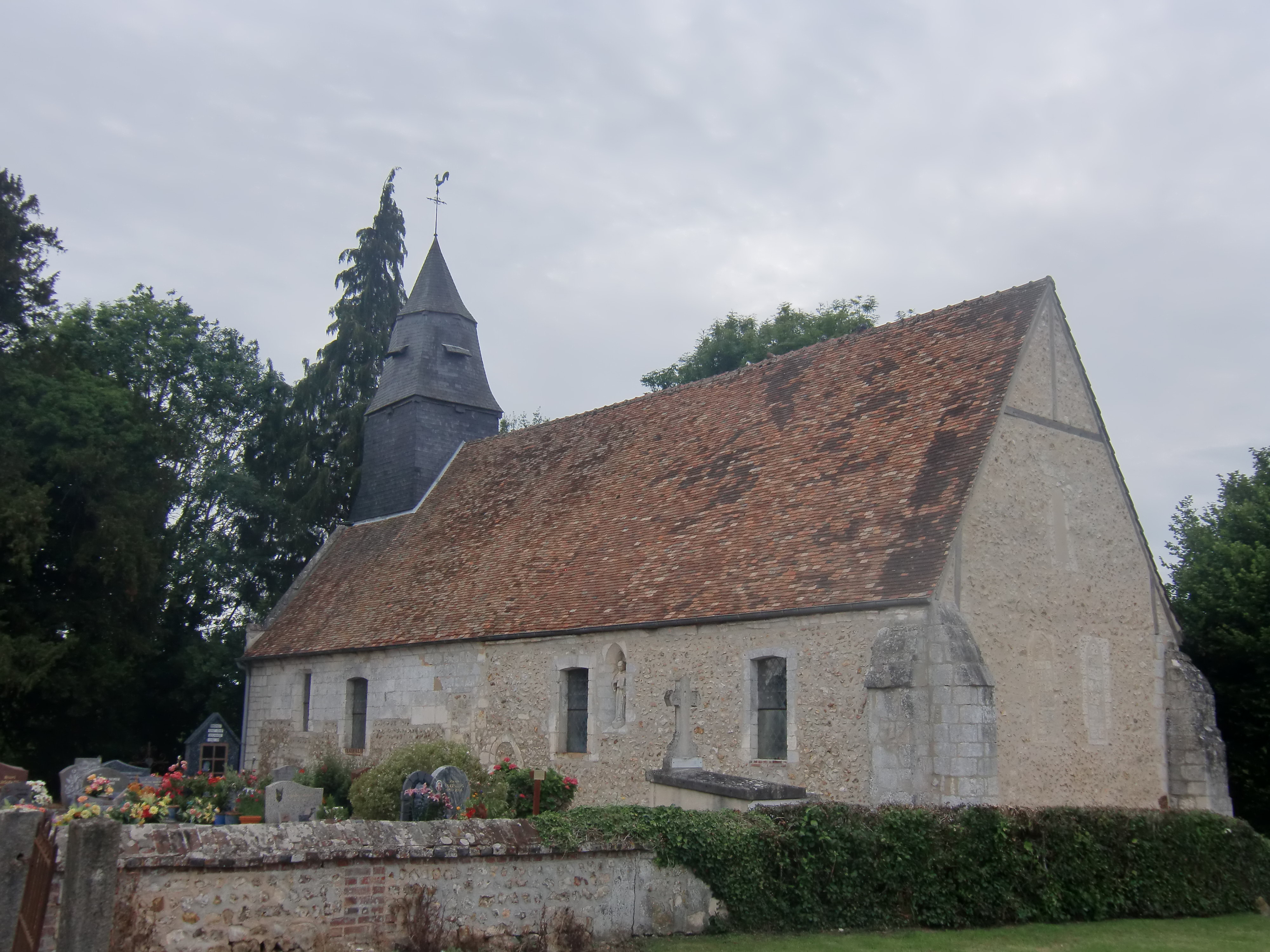
Kirche Saint-Léger